# Pierre Auguste Roques

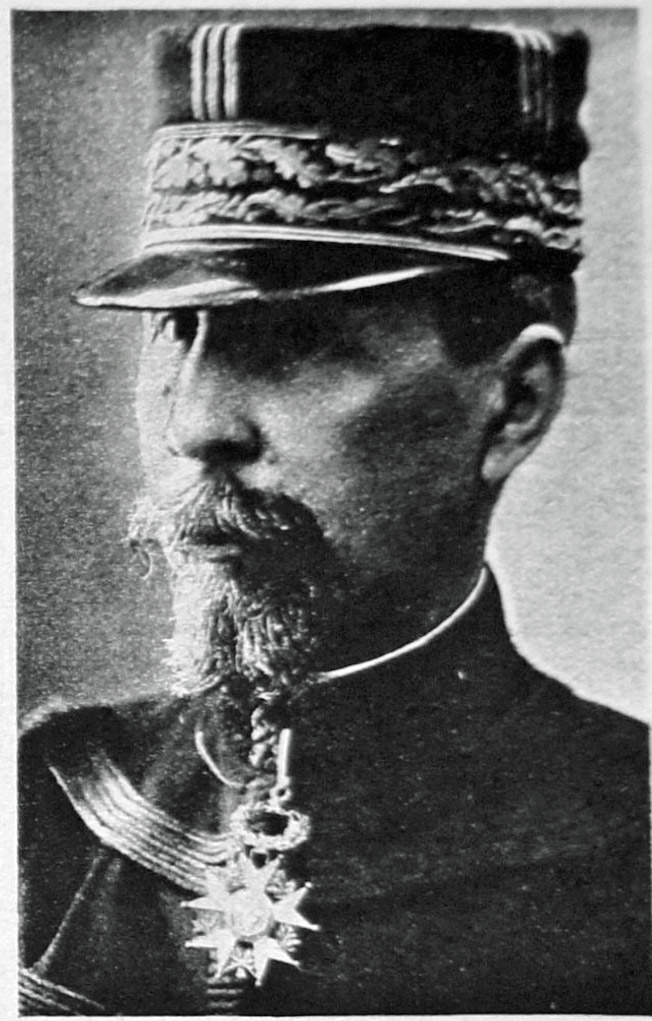
Pierre Auguste Roques

Pierre Auguste Roques (* 28. Dezember 1856 in Marseillan, Hérault; † 26. Februar 1920 in Saint-Cloud) war ein französischer Offizier der Genietruppe, zuletzt Général de division, Organisator der französischen Militärluftfahrt und Kriegsminister während des Ersten Weltkriegs.

## Leben
Roques wurde in einfachen Verhältnissen geboren. Durch ein Stipendium wurde ihm ermöglicht, an der elitären École polytechnique zu studieren, wo er mit Joseph Joffre in einer Klasse war. Nach seinem Abschluss wählte er die Genietruppe und diente als Ingenieur unter anderem in Algerien, Tonkin und in Madagaskar, wo er von 1897 bis 1905 für den Aufbau eines Schienennetzes verantwortlich zeichnete. 1906 zum Brigadegeneral befördert, war er bis 1910 Direktor des Geniewesens im Kriegsministerium. Seine Beförderung zum Divisionsgeneral erfolgte 1909. Von 1910 bis 1912 war er Inspekteur der neugegründeten Aéronautique Militaire und leitete deren Aufbau, wofür er als „Vater der französischen Militärluftfahrt“ bezeichnet wird.

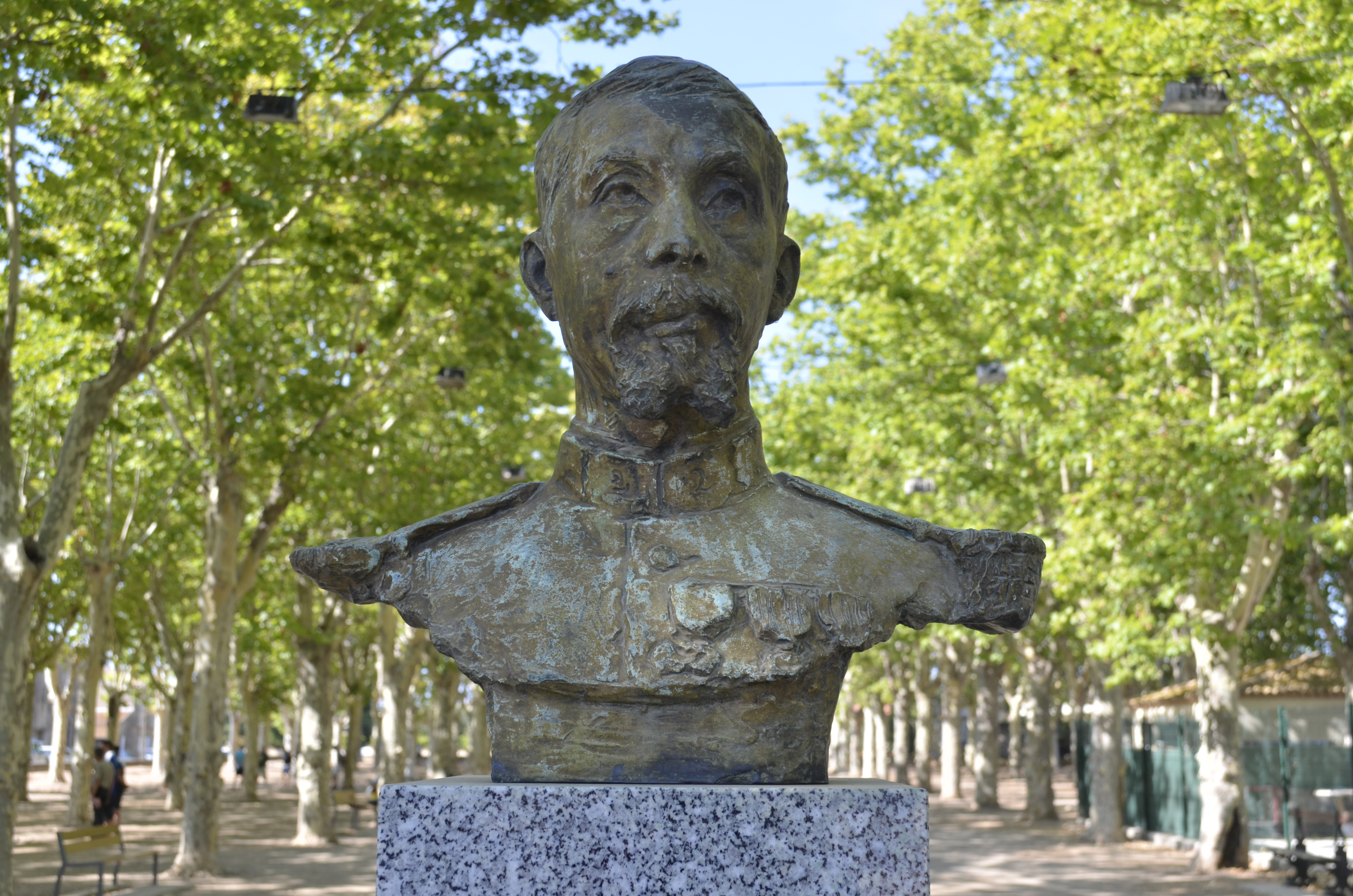
Büste von Roques in seiner Geburtsstadt

1912 übernahm Roques den Befehl über die 7. Infanteriedivision und 1913 über das XII. Armeekorps, mit dem er 1914 als Teil der 4. Armee in den Ersten Weltkrieg zog. Im Januar 1915 erhielt er den Befehl über die in Lothringen kämpfende 1. Armee. Nach dem Rücktritt Joseph Gallienis aus Altersgründen folgte er diesem im März 1916 als Kriegsminister nach. Im Dezember 1916 gab er das Amt an Hubert Lyautey ab, kurz nachdem sein Freund Joffre den Oberbefehl über das französische Heer hatte abgeben müssen. Ende Dezember erhielt er mit der 4. Armee wieder ein Kommando, das er allerdings nur drei Monate behielt. Anschließend wurde er zum Generalinspekteur der Arbeiten und der Organisation in der Kampfzone (zone des armées) ernannt, was er bis nach Kriegsende blieb. Zugleich diente er ab November 1918 als Direktor des technischen Komitees des Geniewesens, bevor er im Februar 1919 seinen Abschied nahm.

## Auszeichnungen
1916 wurde er mit dem Großkreuz der Ehrenlegion ausgezeichnet. Außerdem war er Träger des belgischen Grand Croix de l’Ordre de Léopold II. und des italienischen Ordine dei SS. Maurizio e Lazzaro.
Pierre Auguste Roques wurde im Caveau des Gouverneurs der Cathédrale Saint-Louis-des-Invalides in Paris beigesetzt.